# Oude Dieze
De Oude Dieze is de naam van de rivier de Dieze nadat het Diezekanaal zich heeft afgesplitst. In de Oude Dieze bevinden zich spuisluizen die het water van de Dieze in de Maas lozen. Hier wordt het meeste water uit het midden en oosten van Noord-Brabant afgevoerd. Bij de sluizen bevindt zich een succesvolle vistrap, hetgeen blijkt uit de aanwezigheid van paling en bot in de Dieze.